# Yukatel
Die Yukatel GmbH ist ein Mobilfunk-Großhändler mit Sitz in Dreieich.

## Geschichte
Das Unternehmen wurde 1995 als Einzelunternehmen durch den heutigen Geschäftsführer Yusuf Karataş gegründet. Das neue Firmengebäude am Standort Dreieich wurde Anfang 2024 bezogen.
2003 erfolgte die Umfirmierung in die Yukatel GmbH und der Umzug in einen größeren Bürogebäudekomplex, inklusive Lagerfläche innerhalb Offenbachs. In den 1990er Jahren wurde der Geschäftsbetrieb mit einem eigenen Ladengeschäft in der Offenbacher Innenstadt betrieben. Von 1995 bis zur Jahrtausendwende lag der Hauptvertriebsweg im Mobilfunk-Fachhandel. In den frühen 2000er Jahren legte sich der Fokus auf die reine Hardware-Distribution. In der Folgezeit wurden mit einem breit angelegten Warensortiment deutschlandweit Kunden im B2B-Sektor bedient. Ab 2002 betrieb die Yukatel GmbH zusätzlich zum Hardwarevertrieb auch das SIM-Kartengeschäft.
Zum Ende des Jahrzehnts wurde das Kerngeschäft, die Distribution von Smartphones, Tablets und Wearables, auf internationale Ebene in höheren Stückzahlen ausgeweitet.

## Einführung eigener Marken und Dienstleistungen
Im Jahr 2008 brachte Yukatel ein eigenes GPS-Telematik-System mit der Marke routecontrol auf den Markt und betreut Geschäftskunden als Dienstleister in diesem IoT-Segment. 2013 wurde zudem die Marke M2M Allnet eingeführt. Mit dieser vertreibt das Unternehmen Datenkarten, die in bestehende IoT-Lösungen eingebunden und für die M2M-Kommunikation eingesetzt werden. Das Produktportfolio wurde im Jahr 2020 im Bereich der Digitalisierung erweitert. Mit eigens entwickelten Web-Portalen und Systemlösungen betreut Yukatel Geschäftskunden im Themengebiet von papierlosen Prozessen und digitaler Datenübertragung.

## Einzug in die neue Firmenzentrale in Dreieich
Im April 2024 bezog das Unternehmen seine neue Firmenzentrale in Dreieich-Sprendlingen am Yuka-Platz 1. Der Adressenbestandteil „Yuka“ besteht aus den beiden ersten Silben des Vor- und Familiennamens des Unternehmensgründers Yusuf Karataş. Die Stadtverordnetenversammlung von Dreieich hatte im Dezember 2023 einstimmig diese Benennung des Platzes beschlossen.
Das neue Firmengebäude umfasst eine Gesamtfläche von 15.000 Quadratmetern, die Büro- und Lagerbereiche beinhaltet, und hat eine Höhe von 26 Metern und eine Spannweite von 90 Metern. Die Glasfassade stellt die Form des Firmenlogos dar.

## Umsätze
Im Geschäftsjahr 2020 erwirtschaftete Yukatel einen Umsatz von über 800 Mio. Euro. Seit dem Jahr 2011 hat sich der Umsatz mehr als verzehnfacht.
| Jahr | Umsatz in Mio. Euro |
| ---- | ------------------- |
| 2011 | 70,9                |
| 2012 | 151,1               |
| 2013 | 248,6               |
| 2014 | 316,9               |
| 2015 | 336,1               |
| 2016 | 501,3               |
| 2017 | 481,5               |
| 2018 | 610,6               |
| 2019 | 733,3               |
| 2020 | 800,1               |

## Geschäftsführer
Mit Beginn des Geschäftsjahres 2021 gab Yukatel bekannt, dass der bisherige COO Mehmet Karataş zum Geschäftsführer der Yukatel GmbH aufsteigt. Das Unternehmen wird somit seit 2021 durch den Gründer und Geschäftsführer Yusuf Karataş und Mehmet Karataş vertreten.

## Sponsoring und Partnerschaften
- Für die Saison 2017/18 ging das Unternehmen erstmals eine Partnerschaft mit einem professionellen Fußballverein ein. Als Partner wurde der Bundesligist Eintracht Frankfurt vorgestellt.
- Für die Saison 2018/19 ging die Yukatel GmbH eine Partnerschaft mit dem deutschen Fußball-Bundesligisten Fortuna Düsseldorf ein.
- Die Yukatel GmbH hielt in den Süper-Lig-Saisons 2019/20 und 2020/21 die Namensrechte am türkischen Fußball-Erstligisten Denizlispor und war Haupt- und Trikotsponsor des Vereins.[8][9]
- In der Süper-Lig-Saison 2020/21 bis Saison-Ende 2022/23 hielt die Yukatel GmbH die Namensrechte am türkischen Fußball-Erstligisten Kayserispor und war Haupt- und Trikotsponsor des Vereins.[10]
- Seit der Saison 2021/22 hält die Yukatel GmbH beim türkischen Süper-Lig-Basketball-Team Denizli Basket die Namensrechte und ist Haupt- und Trikotsponsor des Vereins. Der Verein ging als Yukatel Merkezefendi Denizli Basket in die Saison.[11]
- In der Süper-Lig-Saison 2023/24 hielt die Yukatel GmbH die Namensrechte am türkischen Erstligisten und UEFA-Europa-Cup-Teilnehmer Adana Demirspor[12] und tritt als Haupt- und Trikotsponsor auf.[13]
- Im Jahr 2025 tritt die Yukatel GmbH als Hauptsponsor des Motorsportteams Dörr Motorsport in der Deutschen Tourenwagen-Meisterschaft (DTM) auf.[14]